# 138
138（一百三十八）是137與139之間的自然數。

## 數字性質
- 合數，正因數有1、2、3、6、23、46、69和138。
質因數分解為{\displaystyle 2\times 3\times 23}。
- 第31個過剩數，真因數和為150，盈度為12。前一個為132、下一個為140。
  - 第32個半完全數，和為本身的其中一組因數為23、 46、 69。前一個為132、下一個為140。
- 第95個不尋常數，大於平方根的質因數為23。前一個為137、下一個為139。
- 第18個佩服數，相減後為本身的因數為6。前一個為120、下一個為140。
- 第85個無平方數因數的數。前一個為137、下一個為139。
- 第11個楔形數。前一個為130、下一個為154。
- 第76個十进制的奢侈數。前一個為136、下一個為140。
- 滿足以下性質的最小整數：有三個質因數，且第三個質因數是前二個質因數串接而得的數字。
- 4個連續質數的和 29 + 31 + 37 + 41。
- 第3個47邊形數。
- 烏拉姆數列中的一項。

## 天文
- 土魯斯星是第138顆被人類發現的小行星
- NGC 138是雙魚座的一個星系。
- MCG 0-4-138是鯨魚座的一個星系。
- 蒼蠅座的面積為138平方度。
- HD 38529 A距離地球138光年是一個棕矮星。

## 曆法
- 西元
  - 西元138年
  - 西元前138年
- 民國紀年
  - 民國138年
  - 民國前138年

## 交通
- 日本的日本國道138（日语：国道138号）
- 美國的美國國道138（英语：U.S._Route_138）
- 中國的國道沒有排到138(放射線)
- 台灣的縣道138號
- 美國的美國138號公路列表（英语：Route_138）